# Okres Přerov
Přerov (Duits: Prerau) is een district (Tsjechisch: Okres) in de Tsjechische regio Olomouc. De hoofdstad is Přerov. Het district bestaat uit 104 gemeenten (Tsjechisch: Obec). In deze okres komen de rivieren Morava en Bečva samen.

## Lijst van gemeenten
De obce (gemeenten) van de okres Přerov. De vetgedrukte plaatsen hebben stadsrechten. De cursieve plaatsen zijn steden zonder stadsrechten (zie: vlek).
Bělotín - Beňov - Bezuchov - Bohuslávky - Bochoř - Brodek u Přerova - Buk - Býškovice - Císařov - Citov - Čechy - Čelechovice - Černotín - Dobrčice - Dolní Nětčice - Dolní Těšice - Dolní Újezd - Domaželice - Dřevohostice - Grymov - Hlinsko - Horní Moštěnice - Horní Nětčice - Horní Těšice - Horní Újezd - Hrabůvka - Hradčany - Hranice - Hustopeče nad Bečvou - Jezernice - Jindřichov - Kladníky - Klokočí - Kojetín - Kokory - Křenovice - Křtomil - Lazníčky - Lazníky - Lhota - Lhotka - Lipník nad Bečvou - Lipová - Líšná - Lobodice - Luboměř pod Strážnou - Malhotice - Měrovice nad Hanou - Milenov - Milotice nad Bečvou - Nahošovice - Nelešovice - Oldřichov - Olšovec - Opatovice - Oplocany - Oprostovice - Osek nad Bečvou - Paršovice - Partutovice - Pavlovice u Přerova - Podolí - Polkovice - Polom - Potštát - Prosenice - Provodovice - Přerov - Přestavlky - Radíkov - Radkova Lhota - Radkovy - Radotín - Radslavice - Radvanice - Rakov - Rokytnice - Rouské - Říkovice - Skalička - Soběchleby - Sobíšky - Stará Ves - Stříbrnice - Střítež nad Ludinou - Sušice - Šišma - Špičky - Teplice nad Bečvou - Tovačov - Troubky - Tučín - Turovice - Týn nad Bečvou - Uhřičice - Ústí - Veselíčko - Věžky - Vlkoš - Všechovice - Výkleky - Zábeštní Lhota - Zámrsky - Žákovice - Želatovice
Districten (okresy): Jeseník · Olomouc · Prostějov · Přerov · Šumperk 
 Kleine districten (správní obvody ORP): Hranice · Jeseník · Konice · Lipník nad Bečvou · Litovel · Mohelnice · Olomouc · Prostějov · Přerov · Šternberk · Šumperk · Uničov · Zábřeh